# Blas Roca
Blas Roca, vlastním jménem Francisco Wilfredo Calderío López (24. července 1908 Manzanillo – 25. dubna 1987 Havana) byl kubánský komunistický politik.
Pocházel z devíti dětí, v jedenácti letech musel opustit školu a pracovat jako čistič bot. Pak se stal učitelem, ale byl propuštěn pro své politické názory. Byl aktivní v odborech, v roce 1929 vstoupil do Komunistické strany Kuby a přijal pseudonym Roca (Skála). V roce 1931 byl zvolen do ústředního výboru komunistické strany a v roce 1934 se stal jejím generálním tajemníkem. Byl zvolen poslancem a podílel se na vypracování nové kubánské ústavy v roce 1940. Prosazoval spolupráci komunistů s levicovými a středovými stranami, za jeho vedení strana vstoupila do vládní koalice a přejmenovala se na Lidovou socialistickou stranu. Po puči Fulgencia Batisty v roce 1952 odešel do exilu.
Zpočátku byl odpůrcem Fidela Castra a jeho útok na kasárna Moncada odsoudil jako maloměšťácký puč bez lidové podpory. Po vítězství revoluce v roce 1959 se však vrátil do vlasti, podpořil nový režim a vydal programový spis Základy socialismu na Kubě. V roce 1961 spojil komunistickou stranu s Castrovým Hnutím 26. července do Integrované revoluční organizace. Po založení nové komunistické strany v roce 1965 byl zvolen do jejího ústředního výboru. Byl šéfredaktorem listu Hoy a spoluautorem ústavy zakotvující vedoucí roli komunistické strany. V letech 1976 až 1981 zastával funkci předsedy kubánského parlamentu. Byl mu udělen Leninův řád.
Jeho syn Vladimiro Roca byl odpůrcem Castrova režimu, zakladatelem nepovolené sociálnědemokratické strany a politickým vězněm.